# Haus Alpin
Das Haus Alpin war eine Dynastie von schottischen Königen, die von 843 bis 1058 über Schottland herrschten. Der Name leitet sich ab von Alpin von Kyntire, König von Dalriada, dem ersten Herrscher, der Schottland vereinigte. Sein Sohn Kenneth I. begründete die Dynastie.
Die Geschichte des Hauses Alpin war geprägt von Bürgerkriegen und Unruhen, wie auch von Konflikten mit den Pikten und England. Von den 19 Königen dieses Hauses starben nur die ersten zwei eines natürlichen Todes, solange sie an der Macht waren. Die übrigen wurden abgesetzt oder größtenteils getötet, entweder in Schlachten oder durch Mord im Verlaufe eines Putsches.
Eine mögliche Erklärung für die Gewalt in dieser Epoche ist die Verwendung des Tanistry-Systems für die Thronfolge. Der König wurde aus einer Auswahl verschiedener Mitglieder der Königsfamilie gewählt, die Krone ging nicht automatisch an den ältesten Sohn über. Dieses System führte ständig zu Verschwörungen im Kampf um die Macht. Das Drama Macbeth von William Shakespeare bezieht sich lose auf diese unruhigen Zeiten, namentlich die Herrschaft von König Macbeth.
Die darauf folgende Dynastie schottischer Könige war das Haus Dunkeld. Es wurde von Malcolm III. begründet, einem Sohn von Duncan I.

## Könige des Hauses Alpin
| Name              | Herrschaft    |
| ----------------- | ------------- |
| Kenneth I.        | 843 bis 858   |
| Donald I.         | 858 bis 862   |
| Konstantin I.     | 862 bis 877   |
| Aedh              | 877 bis 878   |
| Eochaid und Giric | 878 bis 889   |
| Donald II.        | 889 bis 900   |
| Konstantin II.    | 900 bis 943   |
| Malcolm I.        | 943 bis 954   |
| Indulf            | 954 bis 962   |
| Dubh              | 962 bis 966   |
| Culen             | 966 bis 971   |
| Kenneth II.       | 971 bis 995   |
| Konstantin III.   | 995 bis 997   |
| Kenneth III.      | 997 bis 1005  |
| Malcolm II.       | 1005 bis 1034 |
| Duncan I.         | 1034 bis 1040 |
| Macbeth           | 1040 bis 1057 |
| Lulach            | 1057 bis 1058 |

## Stammliste

### Bis 889
1. Eochaid IV., 781 König von Dalriada; ⚭ Fergusa, Tochter von König Fergus II. von Dalriada
  1. Alpin, X 834, König von Kintyre
    1. Kenneth I. Macalpin, † 859, 841 König von Dalriada, 844 König der Pikten, 844 König der Schotten
      1. Konstantin I., X 877, 863 König der Schotten – Nachkommen siehe unten
      2. Aedh Whitefoot, X 878, 877 König der Schotten – Nachkommen siehe unten
      3. Tochter; ⚭ Run 872/877 bezeugt, König von Strathclyde
        1. Eochaid, 877 König von Strathclyde, 878 König der Schotten. 889 abgesetzt

      4. Mael Muire, † 913; ⚭ (1) Áed Findliath, König von Irland, Sohn von Niall Caille, † 20. November 879; ⚭ (2) Flann Sinna, König von Irland, Sohn von Máel Sechlainn, † 25. Mai 916[1]
        1.  ? Domnall, † nach 911, König von Strathclyde[2]

    2. Donald I., † wohl 863, 859 König der Schotten
      1. Giric, † 889, 878 König der Schotten

### Nachkommen Konstantins I.
1. Konstantin I., X 877, 863 König der Schotten – Vorfahren siehe oben
  1. Donald II. Dasachtach, † 900, 889 König der Schotten
    1. Malcolm I., † wohl 954, 942 König der Schotten
      1. Dubh, X 967, 962 König der Schotten – Nachkommen siehe unten
      2. Kenneth II., X 995, 971 König der Schotten
        1. Dungel, X 999
        2. Malcolm II., * wohl 954, † 25. November 1034, 990/995 und 997/1005 König von Strathclyde, 1005 König der Schotten, um 1018 König von Schottland
          1. Bethoc; ⚭ um 1000 Crínán, X 1045, Mormaer von Atholl, Abthane von Dule und Laienabt von Dunkeld (Haus Dunkeld)
            1. Duncan I., * wohl 1001, X 14. August 1040, 1018/34 König von Strathclyde, 1034 König der Schotten (Haus Dunkeld) – Nachkommen

          2. Donada/Plantula; ⚭ Sigurður Hlöðvisson, X 28. April 1014, Jarl von Orkney und Caithness
            1. Thorfinn Sigurdsson, † 1065, Jarl von Orkney

### Nachkommen Dubhs
1. Dubh, X 967, 962 König der Schotten – Vorfahren siehe oben
  1. Malcolm, 973/990 König von Strathclyde
  2. Kenneth III., X um 25. März 1005, 997 König der Schotten
    1. Giric, X um 25. März 1005
    2. Gillacomgain, X 999
    3. Boite (Bodhe)
      1. Sohn
        1. Sohn, X 1003

      2. Gruoch; ⚭ (1) Gillacomgain, X 1032, Mormaer von Moray; ⚭ (2) nach 1032 Macbeth, X 15. August 1057, 1040 König der Schotten, Sohn von Findláech von Moray
        1. (1) Lulach the Simple, * wohl 1032, X 17. März 1058, 1057 König der Schotten
          1. Maelenectai, † 1085, Mormaer von Moray, dann geistlich
          2. Tochter; ⚭ Aedh (Óengus), Mormaer von Moray
            1. Gruaidh; ⚭ William FitzDuncan, † 1153/54, Sohn von König Duncan II. (Haus Dunkeld)
              1. Donald MacWilliam, X 31. Juli 1187 in der Schlacht von Mamgarvey Moor, Speyside
              2. Gospatrick MacWilliam, Lord of Airton, † vor 1208

### Nachkommen Aedhs
1. Aedh Whitefoot, X 878, 877 König der Schotten – Vorfahren siehe oben
  1. Konstantin II., † 952, 900 König der Schotten, dankt 942 ab
    1. Cellach, X 937
    2. Indulf, X 962, 954 König der Schotten
      1. Culen, X 971, 967 König der Schotten
        1. Konstantin III., X 997, 995 König der Schotten
        2. Malcolm

      2. Eochaid, X 971
      3. Olaf, X wohl 977

    3. Tochter; ⚭ Olaf II. Sihtricsson, König von York 941/943, 945/949 und 953/981 König von Dublin